# Liste de jeux vidéo Marvel
Les jeux vidéo Marvel forment une série de jeux vidéo s'inscrivant dans des genres divers. Ceux-ci sont adaptés des diverses licences de l'éditeur américain Marvel Comics.

## Blade
- Blade (2000)
- Blade 2: Bloodlust (2002)

## Cadillacs and Dinosaurs
- Cadillacs and Dinosaurs
- Cadillacs and Dinosaurs: The Second Cataclysm

## Captain America
- The Amazing Spider-Man and Captain America in Dr. Doom's Revenge! (1989)
- Captain America: Sentinel of Liberty
- Captain America : Super Soldat (2011)
- Captain America and the Avengers (1991)
- Captain America in: The Doom Tube of Dr. Megalomann (1987)
- Captain America: The Winter Soldier - The Official Game (2014)

## Hulk
- Hulk (2003)
- The Hulk (1984)
- The Incredible Hulk (1994)
- The Incredible Hulk (2008)
- The Incredible Hulk: The Pantheon Saga (1996)
- The Incredible Hulk: Ultimate Destruction (2005)

## Iron Man
- The Invincible Iron Man (2002)
- Iron Man (2008)
- Iron Man 2 (2010)
- Iron Man 3 (2013)
- Iron Man: Aerial Assault
- Iron Man and X-O Manowar in Heavy Metal (1996)
- Iron Man VR (2020)

## Les Quatre fantastiques
- Fantastic Four (1997)
- Les Quatre Fantastiques (2005)
- Les Quatre Fantastiques et le Surfer d'argent (2007)
- Les Quatre Fantastiques : Flame On (2005)
- Questprobe featuring The Human Torch and The Thing

## Les Vengeurs
- Avengers Alliance (2012)
- Avengers in Galactic Storm (1995)
- Avengers Initiative (2012)
- The Avengers: The Mobile Game (2012)
- Captain America and the Avengers (1991)
- Lego Marvel's Avengers (2016)
- Marvel Avengers Academy (2016)
- Marvel Avengers: Battle for Earth (2012)
- Marvel's Avengers (2020)
- Marvel Disk Wars: Avengers - Ultimate Heroes (2014)

## X-Men
- Deadpool (2013)
- Spider-Man and the X-Men: Arcade's Revenge (1993)
- The Uncanny X-Men (1989)
- Uncanny X-Men: The Days of Future Past (2014)
- Wolverine (1991)
- Wolverine: Adamantium Rage (1994)
- X-Men (1992)
- X-Men (1993)
- X-Men 2 : La Vengeance de Wolverine (2003)
- X-Men 2: Clone Wars (1995)
- X-Men II: The Fall of the Mutants (1990)
- X-Men Legends (2004)
- X-Men Legends II : L'Avènement d'Apocalypse (2005)
- X-Men Origins: Wolverine (2009)
- X-Men vs. Street Fighter (1996)
- X-Men, le jeu officiel (2006)
- X-Men: Children of the Atom (1994)
- X-Men: Destiny (2011)
- X-Men: Gamesmaster's Legacy (1995)
- X-Men: Madness in Murderworld (1989)
- X-Men: Mojo World (1996)
- X-Men: Mutant Academy (2000)
- X-Men: Mutant Academy 2 (2001)
- X-Men: Mutant Apocalypse (1994)
- X-Men: Mutant Wars (2000)
- X-Men: Next Dimension (2002)
- X-Men: Reign of Apocalypse (2001)
- X-Men: The Ravages of Apocalypse (1997)
- X-Men: Wolverine's Rage (2001)

## Autres licences
- Daredevil (2003)
- Elektra (2005)
- Ghost Rider (2007)
- Guardians of the Galaxy: The Telltale Series (2017)
- Les Gardiens de la Galaxie (2021)
- Howard the Duck (1986)
- Silver Surfer (1990)
- Thor : Dieu du tonnerre (2011)

## Univers Marvel
- Disney Infinity: Marvel Super Heroes (2014)
- Lego Marvel Super Heroes (2013)
- Lego Marvel Super Heroes 2 (2017)
- Marvel Battle Lines
- Marvel: Future Fight (2015)
- Marvel Future Revolution
- Marvel Heroes (2013)
- Marvel Heroes: Comic Book Creator
- Marvel Mighty Heroes
- Marvel Nemesis : L'Avènement des imparfaits (2005)
- Marvel's Midnight Suns (2022)
- Marvel Pinball (2010)
- Marvel Powers United VR (2018)
- Marvel Puzzle Quest (2013)
- Marvel Rivals (2024)
- Marvel Run Jump Smash!
- Marvel Strike Force (2018)
- Marvel Super Hero Squad (2009)
- Marvel Super Hero Squad: Comic Combat
- Marvel Super Hero Squad : Le Gant de l'infini (2010)
- Marvel Super Hero Squad Online
- Marvel Super Heroes (1995)
- Marvel Super Heroes 3D: Grandmaster's Challenge (2010)
- Marvel Super Heroes in War of the Gems (1996)
- Marvel Super Heroes vs. Street Fighter (1997)
- Marvel Super War (2019)
- Marvel : Tournoi des champions (2014)
- Marvel Trading Card Game (2007)
- Marvel Tsum Tsum (2016)
- Marvel: Ultimate Alliance (2006)
- Marvel: Ultimate Alliance 2 (2009)
- Marvel Ultimate Alliance 3: The Black Order (2019)
- Marvel vs. Capcom 2: New Age of Heroes (2000)
- Marvel vs. Capcom 3: Fate of Two Worlds (2011)
- Marvel vs. Capcom: Clash of Super Heroes (1998)
- Marvel vs. Capcom: Infinite (2017)
- Marvel: War of Heroes
- Ultimate Marvel vs. Capcom 3 (2011)